# こもわた遙華
こもわた 遙華（こもわた はるか）は、日本の女性漫画家、原画家。

## 来歴
スクウェア・エニックス刊行の『4コママンガ劇場』および『スーパーコミック劇場』などのゲームアンソロジーにて長らく執筆を続けた後、PCゲームのSD原画を多数手がけるようになる。
ラーメン好きであり2008年12月から一迅社刊行の4コマ漫画雑誌『まんが4コマKINGSぱれっとLite』（VOL.13からまんがぱれっとLiteに誌名が変更）にて初のオリジナル作品『ら〜マニア』を連載。
また、2009年12月号より2013年10月号まで『電撃G's magazine』で『Angel Beats! The4コマ 僕らの戦線行進曲♪』を、2013年12月号より2016年1月号まで『Angel Beats! The4コマ お空の死んだ世界から』をそれぞれ連載。
更に『電撃G'sコミック』Vol.12から2017年5月号まで『Charlotte The 4コマ せーしゅんを駆け抜けろ!』も連載を手掛けていた。
デビュー当時は頭身高めの絵柄であったが、PCゲームのSD原画を始めてからは頭身の低いSDキャラ絵が主だった絵柄になってきている。

## 作品
漫画
- ら〜マニア（まんがぱれっとLite（一迅社）2008年 - 2011年）
- Angel Beats! The4コマ 僕らの戦線行進曲♪（電撃G's magazine（アスキー・メディアワークス）2009年 - 2013年）
- Angel Beats! The4コマ お空の死んだ世界から（電撃G's magazine（アスキー・メディアワークス）2013年 - 2016年）
- リトルバスターズ!エクスタシーコミックアンソロジー 1（アスキー・メディアワークス）
- テイルズオブエターニア4コママンガ劇場
- Charlotte The 4コマ せーしゅんを駆け抜けろ!（電撃G'sコミック（KADOKAWA アスキー・メディアワークス）2015年 - 2017年）

ゲームSD原画
- MagusTale 〜世界樹と恋する魔法使い〜
  - MagusTale Eternity 〜世界樹と恋する魔法使い〜
- 77 〜And, two stars meet again〜
  - 77 〜beyond the Milky Way〜
- 涼風のメルト -Where wishes are drawn to each other-
  - 舞風のメルト -Where leads to feeling destination-
  - 涼風のメルト - days in the sanctuary -
- 輝光翼戦記 天空のユミナ
  - 輝光翼戦記　天空のユミナFD- ForeverDreams -
- スピたん
  - スピたん SPECIAL BOX
- 乙女恋心プリスター
  - 乙女恋心プリスターFANDISC 〜もっとHに恋せよ乙女!〜
- のーぶる☆わーくす
- こいとれ
- ANGEL MAGISTER
- Piaキャロットへようこそ!!4
- Piaキャロットへようこそ!!G.P.
  - Pia♥キャロットへようこそ!!G.P. 〜学園プリンセス〜
  - Pia♥キャロットへようこそ!!G.P. 〜学園プリンセス〜 Portable
- 輝光翼戦記 銀の刻のコロナ
  - 輝光翼戦記 銀の刻のコロナFD
- DRACU-RIOT![2]
- 竜翼のメロディア -Diva with the blessed dragonol-
- ハピメア
  - ハピメア Fragmentation Dream
- 天色*アイルノーツ
- うそつき王子と悩めるお姫さま -PRINCESS SYNDROME-
- クロノクロック
- ワールド・エレクション[3]
- サノバウィッチ
- オトメ*ドメイン[4]
- Pia♥キャロットへようこそ!! G.P. Refresh
- 千恋*万花[5]
- RIDDLE JOKER
- リアライブ
- 喫茶ステラと死神の蝶[6]
- PARQUET [7]
- クナド国記
- 天使☆騒々 RE-BOOT!
- 根暗なクラスメイトが俺の胃袋を掴んで放してくれない
- ライムライト・レモネードジャム

挿絵
- 輝光翼戦記 天空のユミナ外伝　柏木るみねと二次元愛好会（なごみ文庫）
- ひぐらしのなく頃に 〜ときめき鬼隠し編〜（なごみ文庫）
- ひぐらしのなく頃に 〜とどろき祭囃し編〜（なごみ文庫）
- トラックに轢かれたのに異世界転生できないと言われたから、美少女と働くことにした。（講談社ラノベ文庫）

アニメ
- スロウスタート - 第10話エンドカード

### 単行本
- ら〜マニア（4コマKINGSぱれっとコミックス、一迅社）

1. 2010年2月22日発売 ISBN 978-4-7580-8069-9
2. 2010年12月18日発売 ISBN 978-4-7580-8102-3
3. 2011年12月22日発売 ISBN 978-4-7580-8138-2

- Angel Beats! The4コマ 僕らの戦線行進曲♪（電撃コミックス、アスキー・メディアワークス）

1. 2010年12月18日発売 ISBN 978-4-04-870192-1
2. 2011年10月27日発売 ISBN 978-4-04-870901-9
3. 2012年10月27日発売 ISBN 978-4-04-891034-7
4. 2013年11月27日発売 ISBN 978-4-04-866177-5

- Angel Beats! The4コマ お空の死んだ世界から（電撃コミックス、アスキー・メディアワークス）

1. 2014年10月27日発売 ISBN 978-4-04-866933-7
2. 2016年4月27日発売 ISBN 978-4-04-865920-8

- Charlotte The4コマ せーしゅんを駆け抜けろ!（電撃コミックス、アスキー・メディアワークス）

1. 2015年9月26日発売 ISBN 978-4-04-865405-0
2. 2016年7月27日発売 ISBN 978-4-04-865972-7
3. 2017年5月27日発売 ISBN 978-4-04-892925-7

### その他
- Last Song （2010年12月8日発売）完全生産限定盤に描き下ろしコミック
- Angel Beats!レポートコミック（電撃G's magazine2009年9月号 - 2010年9月号、『Angel Beats! オフィシャルガイドブック』、アスキー・メディアワークスに収録）
- ゆず・ぱら
- カコ・タマ（カラクリドール）
- アズールレーン (juustagram)
- メロンブックス 公式マスコットSD